# C++
C++ je programski jezik opće namjene i srednje razine s podrškom za objektno orijentirano programiranje. Prvotno je razvijan u Bell Labs (laboratoriju telekomunikacijske tvrtke Bell) pod rukovodstvom Bjarnea Stroustrupa tijekom 1980-ih, i to kao proširenje programskom jeziku C pa mu je originalno ime bilo "C with classes" (eng. C s klasama). Zbog velike potražnje za objektno orijentiranim jezicima te izrazitim sposobnostima istih, specifikacija programskog jezika C++ ratificirana je 1998. kao standard ISO/IEC 14882.

## Povijest razvoja
Godine 1979. Bjarne Stroustrup, danski računalni znanstvenik iz Bell Labsa, započeo je razvoj C++ jezika kojeg je prvo nazvao "C" s klasama koji je bio preteća za C++. Poticaj za stvaranje novog programskog jezika proisteklo je iz njegovog rada na dokorskoj disertaciji u kojem se susreo s dilemom gdje je programski jezik Simula bio dobar za složene programske projekte, dok je programski jezik BCPL bio brz ali je bio na jako niskoj razini da bude praktičan za primjenu. Kada je Stroustrup počeo raditi za AT&Tove Bell laboratorije, i kada je počeo analizirati jezgru operacijskog sustava UNIX za distribuirano računarstvo. Za taj problem primijenio je svoje iskustvo iz svog doktorskog rada, tako što je počeo dodavati produžetke koje postoje u jeziku Simula za programski jezik C, kojeg je on rabio jer je bio dostupan, brz, i lako prenosiv na druge platforme.  Ovaj produženi C programski jezik, prvo se zvao "C s klasama" no će formalno dobiti naziv C++ krajem 1983., uzimajući da je "++" znak za povećavanje u programskom jeziku C. U listopadu 1985. godine prva komercijalna distribucija jezika predstavljena je javnosti u knjizi The C++ Programming Language čiji je autor spomenuti Bjarne Stroustrup.

## Sintaksa i pravila

### Vrste podataka
- Znakovni: char, wchar_t
- Cijeli brojevi: short, int, long, long long
- Brojevi s decimalnim zarezom: float, double, long double
- Logički (Boolean): bool
- Praznine: void

| Vrsta  | Broj bita |
| char   | 8         |
| short  | 16        |
| int    | 32        |
| float  | 32        |
| double | 64        |

## Programski primjer
U polju ispod prikazan je tipični C++ Hello World program.
```
#include
 
<iostream>

int
 
main
()
 
{

   
std
::
cout
 
<<
 
"Hello, world!
\n
"
;

   
return
 
0
;

}

```

## Biblioteka standardnih rutina
Za potpuni članak o biblioteci standardnih rutina za C++ pročitajte članak biblioteka standardnih rutina za C++
Biblioteka standardnih rutina za programski jezik C++ sadrži brojne klase i funkcije, koje su napisane u programskom jeziku C++ dio su ISO standarda za C++. Standardne rutine sadrže osnovne rutine koje se uvrštene u sam standard tako da bi ujednačilo osnovne operacije kao recimo pritsup datotekama u nekom operacijskom sustavu, standardne matematičke rutine, rad s posudama (matrice, vektori, stogovi, binarne, nizovima,...), tećinama (streams). Ono što je važno napomenuti jest da su biblioteke standardnih rutina za C++ su u izvedbi rutina rabili najbolje dostupne algoritme, tako da je njihov rad garantiran da se izvede u najmanjem potrebnom vremenu. Isto tako postoje konvencije kako se pišu standardne rutine i one moraju biti napisane prema principu biblioteke standardnih predložaka (Standard template library (STL)). Programeri imaju mogućnost stvaranje svojih biblioteka rutina koje se rabe za razno razne funkcije kao recimo pristupa relacijskim bazama podataka. Moge takve bibilioteke rutina moguće je naknadno nabaviti na tržištu bilo otvoreno, od programskih kuća, ili raznih drugih tvrtki koje razvijaju sklopovlje ili programsku podršku.

## Kritike
Bez obzira na veliku prihvaćenost programskog jezika C++ postoje mnoge osobe koje su autoritieti na području programiranja (na primjer Linus Torvalds, Richard Stallman, i Ken Thompson) kritiziraju same sposobnosti koje su dostupne u programskom jeziku, i mnoge implementacije koje su opisane kao spore, nedovoljne, i siromašno u ponudi standardnih biblioteka rutina, loše izvedbe kako predložci rade, sakupljane smeća, nedostatka refleskivnih sposobnosti. Zbog dodatnih zahtjeva za standardne biblioteke i na veličinu završnog binarnog programa C++ se koristi manje od programera koji zahtijevaju prijenosne programe koje se rabe u kritičnim aplikacijama.

## Vanjske poveznice
- Stranica o C++u Bjarnea Stroustrupa (eng)
- C++ tutorijal (eng)
- Demistificirani C++ (jedna od najpoznatijih C++ knjiga na hrvatskom jeziku  Arhivirana inačica izvorne stranice od 30. rujna 2007. (Wayback Machine)